# 足利藤氏
足利 藤氏（あしかが ふじうじ、生没年不明）は、戦国時代の武将。足利氏の一門。足利晴氏の子。古河公方（在職：1561年 - 1562年）として擁立され、関白近衛前久にもその地位を承認されているが、現代においては歴代公方には数えない。

## 生涯
第4代古河公方である足利晴氏の長男として生まれる。母は簗田高助の娘。室町幕府の13代将軍・足利義藤（後の義輝）から偏諱を与えられており、将来は京都の室町幕府からも認められた次代の古河公方となるはずであった。
天文18年（1549年）3月、藤氏は元服し、この元服の段階で晴氏の後継者としての地位を確定させている。だが、浅倉直美によれば、古河公方は元々、代々正式な妻を持たず、妻にあたる女性は全て妾（しょう）として遇されており、藤氏はその子供達の中で最年長であったのが後継者として選ばれた根拠と推測している。黒田基樹は足利晴氏が当時同盟関係にあった北条氏綱の娘・芳春院を迎えた際に彼女が男子を産んだ場合には後継者にする約束をしていたものの、氏綱の跡を継いだ北条氏康との関係が次第に悪化したことで晴氏が約束を白紙にしたのではないかとしている。
ところが、父晴氏は北条氏綱の娘・芳春院を迎えていたが、氏綱の跡を継いだ北条氏康との関係が次第に悪化。晴氏は関東管領の上杉憲政や上杉朝興らと同盟して北条氏と対抗するも、天文15年（1546年）の河越夜戦で大敗した。氏康は晴氏を隠退させ、異母妹である芳春院の息子で、北条の血を受けた足利義氏（藤氏の異母弟）を古河公方とした。前述の浅倉の見解によれば、政治的苦境に立たされた晴氏は天文20年（1551年）12月に晴氏と氏康が和睦した際に妾の1人（つまり藤氏の母と同格であった）芳春院を正妻として遇することになり、妾の子に過ぎない藤氏が正妻の子である義氏に代わられたとしている。また、この際、公方府は葛西城に移されたが、藤氏は古河に留まっていたとされる。藤氏の存在は北条氏側からすれば潜在的な脅威であり、義氏の元服時に足利義輝から「輝」ではなくそれより格上とされる「義」の偏諱を得たのも、藤氏の正統性の否定の意図があったともいわれている。
古河公方への道を絶たれた藤氏はこれに反発し、弘治3年（1557年）に挙兵して古河御所奪還を試みるが失敗。晴氏は栗橋城に幽閉され、藤氏も追放された。それでも安房の里見義堯を頼って再起の機会を窺い、これに従う簗田晴助らが越後に滞在中の上杉憲政と憲政を庇護していた長尾景虎（後の上杉謙信）に救援を依頼した。
永禄4年（1561年）、景虎はついに関東へ出兵。藤氏救援という名目だけでなく関東管領の上杉憲政、関白の近衛前久を擁し、大義名分を十分に得た軍勢は関東の諸豪族の応援で10万余にまで膨れ上がった。小田原城ら諸城に籠城する北条方を攻め切れなかったものの、藤氏は義氏を放逐して古河御所の奪還に成功した（小田原城の戦い）。
上杉憲政に代わって関東管領の本来の職務である古河公方擁立に成功した長尾景虎は、上杉憲政から上杉の家督と関東管領の地位を譲られた。上杉謙信（便宜上、以後は謙信とする）は、上杉憲政、近衛前久らと諮り、義氏の古河公方就任を完全に否定し、関白、関東管領の名において藤氏を足利晴氏（前年死去）の後継として正式に古河公方として任命することを決定した。これを佐竹氏・里見氏ら反北条氏の関東諸大名も受け入れたため、数年の間、足利藤氏は正統な古河公方となったのである。
だが、謙信が藤氏を残し越後に帰国すると、直ちに北条氏は反撃を開始し、その年の10月には古河を攻撃したので、藤氏は里見氏家臣の多賀信家（蔵人・高明）が治める上総池和田城（千葉県市原市）へ逃れた。以後、古河を巡って上杉と北条は争奪戦を繰り広げ、藤氏も上杉方の代表として古河に入ったり上総に脱出したりを繰り返した。だが、永禄5年（1562年）に北条軍が古河御所を攻略した際、藤氏は捕虜となって小田原に送られた。
その後、藤氏の身柄は相模・伊豆といった北条領内を転々としたとされるが、永禄9年（1566年）以降はその消息が不明である。氏康によって暗殺されたともいわれている。
足利藤氏を失ったことにより、上杉謙信の関東経営は大打撃を受け、後に北条氏との同盟締結をもって古河公方である足利義氏を謙信は正式に認めざるを得なくなる。一方で、藤氏の弟の藤政、輝氏、家国が古河公方の再興を目指し活動した形跡も確認されているが、その影響力は微々たるものであり、天正年間を境にその活動はみられなくなる。なお、黒田基樹は藤政について、記録における登場時期の遅さから、父親が晴氏ではなく藤氏である可能性もあるとしている。